# Cyclodictyon filicuspis
Cyclodictyon filicuspis är en bladmossart som beskrevs av Potier de la Varde 1930. Cyclodictyon filicuspis ingår i släktet Cyclodictyon och familjen Hookeriaceae. Inga underarter finns listade i Catalogue of Life.